# Уболдо
Убо̀лдо (на италиански: Uboldo; на ломбардски: Ubold, Уболд) е град и община в Северна Италия, провинция Варезе, регион Ломбардия. Разположен е на 205 m надморска височина. Населението на общината е 10 612 души (към 2018 г.).